# Richard C. Sarafian
Richard Caspar Sarafian (* 28. April 1930 in New York City, New York; † 18. September 2013 in Santa Monica, Kalifornien) war ein US-amerikanischer Regisseur, Schauspieler, Drehbuchautor und Filmproduzent.

## Leben und Wirken
Richard C. Sarafian gab sein Debüt als Regisseur 1961 mit der Inszenierung einer Episode der Fernsehserie Maverick. Es folgten zahlreiche Arbeiten für das Fernsehen, 1962 drehte er mit Die Geächteten vom Rio Grande  seinen ersten Spielfilm.
1954 verfasste er sein erstes Drehbuch für eine Verfilmung von Attila.
Sein Roadmovie Fluchtpunkt San Francisco mit Barry Newman erschien im Jahre 1971.
Sein letzter Film als Regisseur war Starfire aus dem Jahre 1990, den er unter dem Pseudonym Alan Smithee veröffentlichen ließ, da er mit dem Schnitt nicht zufrieden war.
Sarafian war mit Joan Altman, der Schwester von Robert Altman, verheiratet. Die beiden hatten fünf Kinder; die vier Söhne sind alle im Filmgeschäft tätig. Der bekannteste ist der Regisseur Deran Sarafian.

## Filmografie (Auswahl)

### Als Regisseur
- 1962: Die Geächteten vom Rio Grande (Terror at Black Falls)
- 1964: Andy
- 1970: Schatten der Angst (Fragment of Fear)
- 1971: Fluchtpunkt San Francisco (Vanishing Point)
- 1971: Ein Mann in der Wildnis (Man in the Wilderness)
- 1973: Der Mann, der die Katzen tanzen ließ (The Man Who Loved Cat Dancing)
- 1976: Öl (The Next Man)
- 1979: Die Weiche steht auf Tod (Disaster on the Coastliner) (Fernsehfilm)
- 1981: Bis zum letzten Schuß (Gangster Wars)
- 1981: Träume zerrinnen wie Sand (Fernsehfilm, Splendor in the Grass)
- 1990: Starfire (Solar Crisis)

### Als Darsteller
- 1984: Der Songschreiber (Songwriter)
- 1991: Bugsy
- 1995: Don Juan DeMarco
- 1996: Heiße Lügen (Miami Hustle)
- 1996: Der Untergang der Cosa Nostra (Gotti)
- 1996: Bound – Gefesselt
- 1999: Der Diamanten-Cop (Blue Streak)

### Als Drehbuchautor
- 1958: Die Drogenfalle (The Cool and the Crazy)
- 1958: Rauschgift-Banditen (The Man Who Died Twice)
- 1964: Andy
- 1976: Öl (The Next Man)